# ペドロ・カルロス・デ・ボルボーン
ペドロ・カルロス・デ・ボルボン・イ・ブラガンサ（Pedro Carlos de Borbón y Braganza, 1786年6月18日 - 1812年7月4日）は、スペインおよびポルトガルの王族。スペイン王カルロス3世を父方の祖父に、ポルトガル女王マリア1世を母方の祖母に持ち、スペイン王子（Infante de España）とポルトガル王子（Infante de Portugal）の2つの称号を有した。全名はペドロ・カルロス・アントニオ・ラファエル・ホセ・ハビエル・フランシスコ・ネポムセノ・トマス・デ・ビリャヌエバ・マルコス・マルセリーノ・ビセンテ・フェレル・ライムンド（Pedro Carlos Antonio Rafael Jose Javier Francisco Juan Nepomuceno Tomas de Villanueva Marcos Marcelino Vicente Ferrer Raymundo）。ポルトガル語名はペドロ・カルルシュ・デ・ボルボン・イ・ブラガンサ（Pedro Carlos de Bourbon e Bragança）。

## 生涯
ペドロ・カルロスはスペイン王子ガブリエルとポルトガル王女マリア・アナ・ヴィトリアの間の長男として生まれた。両親は1788年11月に相次いで亡くなり、弟妹もすでに幼くして死んでいたので、ペドロ・カルロスは2歳で孤児となった。父ガブリエル王子はカルロス3世王のお気に入りの息子だったが、祖父カルロス3世もガブリエルが死んだ翌月に死去した。跡を継いだ伯父のカルロス4世は、幼い甥は母方の実家で引き取られる方がよいと判断し、ペドロ・カルロスは母方の祖母のポルトガル女王マリア1世のもとで養育されることになった。ポルトガル宮廷に引き取られた際、ペドロ・カルロスは生まれながらに持つ「スペイン王子（Infante de España）」の称号に加えて「ポルトガル王子（Infante de Portugal）」の称号をも与えられた。
ペドロ・カルロスは父の莫大な財産を相続していたこともあって、ポルトガル宮廷では非常に歓迎された。成長したペドロ・カルロスは、伯父の摂政宮ジョアン王子（後のジョアン6世）の妻で従姉でもあるカルロッタ・ジョアキナと不倫関係にあったという。カルロッタは夫のもとを離れ、ペドロ・カルロスの住むケルス宮殿で暮らしていた時期もあった。
1807年、ポルトガルがナポレオン1世率いるフランス＝スペイン連合軍の侵略を受けた際、ペドロ・カルロスは他のポルトガル王家の人々とともに戦艦プリンシペ・ヘアル号に乗り込んでポルトガルを脱出し、1808年の年明けにブラジルのサルヴァドールに到着した。宮廷がリオ・デ・ジャネイロに遷都すると、ペドロ・カルロスはサン・クリストヴァン宮殿を住まいとした。
1810年5月13日、ペドロ・カルロスは摂政宮ジョアン王子とカルロッタ・ジョアキナの長女で従妹のマリア・テレザ王女と結婚した。ペドロ・カルロスとマリア・テレザの夫婦は非常に仲が良かったが、ペドロ・カルロスは1812年にサン・クリストヴァン宮殿で病を得て、わずか26歳の若さで急死した。

## 子女
妻マリア・テレザとの間に息子を1人もうけた。
- セバスティアン・ガブリエル（1811年 - 1875年）